# Монтепульчано (муніципалітет)
Монтепульчано (італ. Montepulciano) — муніципалітет в Італії, у регіоні Тоскана,  провінція Сієна.
Монтепульчіано розташоване на відстані близько 150 км на північний захід від Рима, 90 км на південний схід від Флоренції, 45 км на південний схід від Сієни.
Населення — 14 212 осіб (2014).

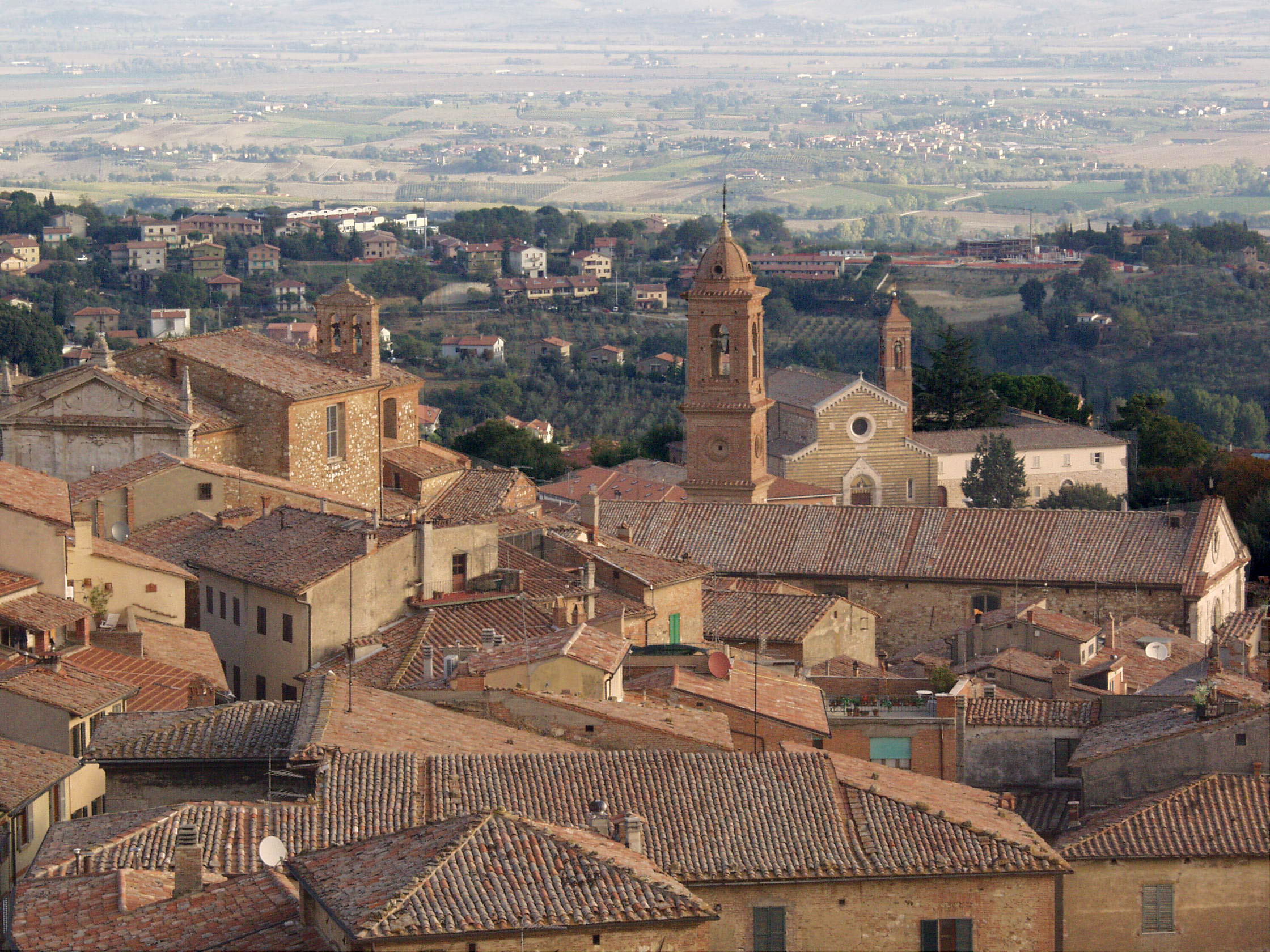

Щорічний фестиваль відбувається 29 серпня. Покровитель — San Giovanni Decollato.

## Демографія
Населення за роками:

Станом на 1 січня 2023 року в муніципалітеті офіційно проживало 1376 іноземців з 69 країн, серед них 637 громадян країн Євросоюзу та 45 громадян України.

## Сусідні муніципалітети
- Кастільйоне-дель-Лаго
- К'янчіано-Терме
- К'юзі
- Кортона
- П'єнца
- Торрита-ді-Сьєна